# Jonathan Freeman
Jonathan Freeman, född 5 februari 1950 i Bay Village nära Cleveland, Ohio, är en amerikansk skådespelare. Han har bland annat gjort rösten till Jafar i Disneyfilmerna och serierna om Aladdin. Han återupptog rollen i Broadwayversionen av Aladdin också.

## Filmografi (i urval)
- 1987 – Forever, Lulu
- 1988 – Homeboy
- 1992 – Aladdin (röst)
- 1994 – Jafars återkomst (röst)
- 2006–2009 – Law & Order: Criminal Intent (TV-serie)